# Sora o Miageru Shōjo no Hitomi ni Utsuru Sekai
Sora wo Miageru Shōjo no Hitomi ni Utsuru Sekai (空を見上げる少女の瞳に映る世界?  lit. El mundo reflejado en los ojos de la chica que mira al cielo) es un anime producido por Kyoto Animation y dirigido por Yoshiji Kigami. Es la historia de una chica aparentemente normal llamada Yumemi que puede ver un mundo mágico encima del cielo de nuestro mundo. Es un remake de la segunda OVA de Munto del mismo estudio, la cual fue publicada el 23 de abril de 2005, y que tiene una primera parte publicada el 18 de mayo de 2003.